# Euproctis mycoides
Euproctis mycoides är en fjärilsart som beskrevs av Collenette 1930. Euproctis mycoides ingår i släktet Euproctis och familjen tofsspinnare. Inga underarter finns listade i Catalogue of Life.